# Ramthang Chang
Der Ramthang Chang (auch Ramthang Nord, Wedge Peak oder Chang Himal) ist ein Berg im Kangchendzönga Himal (Himalaya) im äußersten Nordosten von Nepal. 
Der 6802 m hohe Ramthang Chang erhebt sich südlich des Kangchendzöngagletschers. Ein Berggrat führt über den Ramthang Lho (6601 m) nach Süden zum 7902 m hohen Kangbachen. An der Südwestflanke des Ramthang Chang strömt der Ramthanggletscher in westlicher Richtung.

## Besteigungsgeschichte
Im Rahmen einer Besteigung des Kangbachen im Jahr 1974 bestieg möglicherweise eine slowenische Expedition ohne Genehmigung den Ramthang Chang von Süden her.
Die (offizielle) Erstbesteigung des Ramthang Chang gelang den beiden Briten Nick Bullock und Andy Houseman am 2. November 2009. Sie durchstiegen vom 29. Oktober bis zum 2. November in vier Tagen die Nordwand (1800 m, ED+ M6).